# 佐藤俊作
佐藤 俊作（さとう しゅんさく、1984年10月22日 - ）は、日本の俳優。大阪府出身。MC企画所属。

## 来歴・人物
大阪市此花区出身。大阪学院大学卒業。NSC大阪校へ26期生として入学。NSCを卒業もコンビを解散。アルバイト先の同僚である劇団ひまわりに在籍していた女優の誘いで舞台を観たのをきっかけにその人の紹介で劇団ひまわりの養成所に入り演技の道へ進む。関西の舞台を中心に俳優として活動。2011年から1年間カナダ・トロントへの留学経験がある。
2009年日ノ西賢一が主宰する「芸術活動集団en-en」の立ち上げに参加。2012年にコーバン宮沢として俳優仲間5人で演劇ユニット「風に吹かれて波乗りジョニーず」を結成。
2022年4月1日のインスタライブにて結婚を発表した。

## 出演

### 舞台
- 劇団ひまわり
  - 「レインディア・エクスプレス」
  - 「円のような縁」（2006年）
- 造る人達en:en（当初、芸術活動集団en-en）[2]
  - vol.1「段ボールは、左横で。」（2009年）
  - vol.1.3「3人きり。」（2009年）
  - vol.1.7「忘年会~旗揚げした記念すべき年だけれど、すべて忘れようとする3人~」（2009年）
  - vol.1.9「3人きり。2」（2010年）
  - vol.2「円のような縁」（2010年）
  - vol.2.3「3人きり。3」（2010年）
  - vol.2.7「えい象くん。と、ご飯を食べよう。」（2010年）
  - vol.4.0「音の聞こえた町」（2012年）
  - vol.4.2 初秋トリイフェス2012「3人きり。5」（2012年）[3]
- ユニバーサル・スタジオ・ジャパン「ユニバーサル・モンスター・ライブ・ロックンロール」
- もりもり芝居「平成四谷怪談～丑三つ時だよ全員集合」（2009年）
- エイチエムピー・シアターカンパニー「Rio.」（2010年）
- Micro To Macro「ロス・ドス・ロウ・ヘブン」（2010年）
- 風に吹かれて波乗りジョニーず
  - en:en vol.4.2 初秋トリイフェス2012「トリイトークフェス」（2012年）[4]
  - 「クリスマス会」（2012年）
  - 「養護学校　慰問」（2012年）
  - 「バナナの学校」（2013年）
  - 「クリ謹フェスティバル」（2013年）[5]
  - 「はっちゃけLXUARY XmasPARTY」（2013年）
  - 「忘年会イベント」（2014年）[6]
  - 「忘年会イベント」（2015年）[7]
  - 「風に吹かれて波乗りジョニーずの子猫ちゃんの子猫ちゃんをビッショリ濡らしてやるぜ2017」（2017年）[8]
  - 「10周年だぜ 222 これからも子猫ちゃんと波にのっていくぜ」（2022年11月19日）
  - 「真夏の波乗り祭」（2024年8月4日）

- 劇団10ANTS
  - 「坂の上の二人と三人。そしてひとり」（2013年）
  - 「コオロギからの手紙」（2013年）[9]
  - 「もぐらのむすめ」（2013年）[10]
  - 「寿と三人の英霊」（2013年）
  - 「坂の上の二人と三人。そしてひとり」（2014年）
- 中川雅夫どんちょう会「あの世とこの世の匙加減」（2013年）
- charms旗揚げ公演「鯨にのった、女の子。」（2013年）※前説[11]
- ひのにしけんいちプロデュース「歌×料理×芝居。そこにいる、いい大人達。」（2014年）[12]
- ひのにしけんいちプロデュース「PERFORMANCE RESTAURANT」（2014年）
- セルフキートン「時効ー土竜の歌」（HALF BOILED 半熟 in トリイホール）（2015年）[13]
- NOLCA SOLCA Stage 「眠り木の精霊（2017年）
- Infinity企画「描かれる詩」（2017年）[14]
- WARAOMO企画 長編会話劇「音。」（2018年）[15]
- Infinity企画「花」（2019年）
- モンゴルズシアターカンパニープロデュース「ひとみゅー。」（2019年）- オーギュスト・エスコフィエ 役[16][17]
- モンゴルズシアターカンパニープロデュース「Choose My Life!オンラインバージョン」（2020年）[18]
- SHASEN × ステージタイガー「アイ、フロムヘブン」（2021年）[19]
- モンゴルズシアターカンパニープロデュース「Choose My Story！」（2021年）[20]
- モンゴルズシアターカンパニープロデュース「ひとみゅー。」（2021年）MC[21]
- 九曜社プロデュース公演「インザバックルーム」（2023年）
- 南紀白浜演劇祭「白浜竹取物語」（2023年）
- Team AZURA 大阪「竜闘虎争」（2023年）
- 「秋の鹿は笛を踏む」（2023年）
- 三俣婦人会「湾で泳ぐ犬」（2023年）
- 九曜社プロデュース公演「だぶるきゃすと」（2024年）[22]

### テレビ
- 夫婦善哉（2013年、NHK）[23]
- 漫才歴史ミステリー笑いのジョブズ（ABC）- 選手 役（再現VTR）[23]
- マルコポロリ！（2013年、KTV）- TRF SAM 役（再現VTR） [23]
- 作家探偵・山村美紗3～京都・舞妓殺人 死者からの招待状～（2013年、TX）- 警察官役[23]
- 隣の女（2014年、TBS）[24]
- 元町ロックンロールスウィンドル（2019年、SUN）
- 惑星スミスでネイキッドランチを（2021年、SUN）- 刑事 役
- 稲妻ムービーマーケット（2023年、サンテレビ）
- お墓から見たニッポン
  - SEASON4-3「親の仇・秀吉の側室になった淀殿」（2021年、TVO）- 豊臣秀吉 役
  - SEASON6「信長の失敗」（2023年、TVO）
  - SEASON8-1「毛利元就」（2024年、TVO）- 毛利元就 役

### 映画
- ロールキャベージの嘘（2013年）
- 新世界歌謡道パートII（2014年）
- カフェの中で飛ぶ飛行機
- 鬼の臍を蓼酢で喰う（2021年）ｰ 田村組長 役
- 花子とキメラ（2022年）
- 豊宇兄弟（2023年）

### 他
- 大喜利大「LEAGUE of LEGENDs2013」
- D-JAM「HEARTY PARTY」(MC・ダンサー)
- MJ Favorite Live vol.14.5「Trubute Jamboree」(MC)
- PineBook（KO-HEI MATSUMOTO）「都会の空で」MV（バックダンサー）